# David Riebe
David Riebe, född 1 maj 1988 i Hällestad, Skåne län, Sverige, är en svensk tonsättare. Riebe har bl.a. vunnit andra pris i Uppsala tonsättartävling och tredje pris i kompositionstävlingen till Andrej Petrovs minne i Sankt Petersburg. Han invaldes 2015 i Föreningen svenska tonsättare.

## Biografi
David Riebe har en masterexamen i komposition från Musikhögskolan i Malmö där han studerat för bl.a. Luca Francesconi, Rolf Martinsson, Staffan Storm och Kent Olofsson. Han har även studerat för Michele Tadini och Philippe Hurel vid Conservatoire National Supérieur Musique et Danse (CNSMD) i Lyon, Frankrike.

## Priser och utmärkelser i urval
- 2012 – Lunds kommuns kulturstipendium[7]
- 2014 – Andra pris i Uppsala tonsättartävling med verket Geopoliticus Child[1][8]
- 2016 – Konstnärsnämndens arbetsstipendium[9]
- 2016 – Tredje pris i "10th All-Russian composers’ open competition in honor of Andrey Petrov" med verket Magma.[3][10]

## Verk i urval[11]

### Orkesterverk
- 2013 – Geopoliticus Child för sinfonietta
- 2015 – Magma för symfoniorkester
- 2015 – Time Reflections för symfoniorkester

### Kammarmusik och solo
- 2011 – Direction för solopiano
- 2015 – Impromptu för basklarinett, piano, slagverk och kontrabas
- 2015 – A Glimpse of Naraka för klarinett, piano, violin och cello

### Vokalmusik
- 2010 – Om sanning och subjektivitet för mezzosopran och piano, texter av Søren Kierkegaard
- 2012 – A Ship of Death för blandad kör, text av D. H. Lawrence

### Elektroniska verk
- 2011 – Escaliers mécaniques för 5.1 surround
- 2015 – Concave/Convex II: Anamorphosis för piano och liveelektronik

### Fotnoter
1. 1 2  ”Musik i Uppland”. Arkiverad från originalet den 25 december 2016. https://web.archive.org/web/20161225214900/http://www.musikiuppland.se/vara-ensembler/uppsala-kammarorkester/uppsala-tonsattartavling/. Läst 25 december 2016.
2. ↑  ”Sydsvenskan”. http://www.sydsvenskan.se/2016-09-26/lundatonsattare-vann-pris-i-ryssland. Läst 25 december 2016.
3. 1 2  ”Фонд А. П. Петрова — Конкурс композиторов — X Конкурс”. fondpetrov.ru. http://fondpetrov.ru/konkurs/xkonkurs/. Läst 25 december 2016.
4. ↑  ”David Riebe - kompositör”. riebe.se. http://riebe.se/. Läst 31 augusti 2016.
5. ↑  ”| Föreningen svenska tonsättare”. fst.se. Arkiverad från originalet den 21 september 2016. https://web.archive.org/web/20160921194058/http://fst.se/tonsattare/david-riebe. Läst 31 augusti 2016.
6. ↑  ”David Riebe - kompositör”. riebe.se. http://riebe.se/. Läst 25 december 2016.
7. ↑  ”Mottagare av Lunds kommuns Kulturstipendium 1962-2013”. Arkiverad från originalet den 21 augusti 2014. https://web.archive.org/web/20140821093133/http://www.lund.se/Global/F%C3%B6rvaltningar/Kultur-%20och%20fritidsf%C3%B6rvaltningen/Kultur/Kulturstipendier%20och%20kulturpris/Mottagare%20av%20Lunds%20kommuns%20kulturstipendium%2062-13.pdf. Läst 31 augusti 2016.
8. ↑  ”Tonsättare prisades”. Norra Skåne. 13 mars 2014. Arkiverad från originalet den 27 december 2016. https://web.archive.org/web/20161227202501/http://www.nsk.se/2014/03/14/tonsattare-prisades/. Läst 27 december 2016.
9. ↑  ”Beslut om stipendier 2016”. Arkiverad från originalet den 11 september 2016. https://web.archive.org/web/20160911221316/http://www.konstnarsnamnden.se/Sve/Nyheter/PDFer/Beslutsmeddelandebilaga_1_AS%20Musik%202016.pdf. Läst 31 augusti 2016.
10. ↑  ”Statement of X All-Russian composers’ open competition in honor of famous composer Andrey Petrov”. http://fondpetrov.ru/netcat_files/File/X%20Konkurs/X+CC+-+Statement.pdf. Läst 25 december 2016.
11. ↑  ”David Riebe på Svensk Musiks webbplats”. Arkiverad från originalet den 24 december 2016. https://web.archive.org/web/20161224222618/http://www.mic.se/avd/mic/prod/micv6.nsf/docsbycodename/soekresultat?opendocument&fraga=riebe. Läst 27 december 2016.